# ان‌میکس
ان‌میکس (انگلیسی: Nmixx; کره‌ای: 엔믹스; لاتین‌نویسی اصلاح‌شده: Enmikseu؛ قبلاً با نام جی‌وای‌پی‌ان (JYPn) شناخته می‌شد) گروه دخترانهٔ اهل کره جنوبی است که توسط اس‌کیویوفوردی، یک ناشر زیرمجموعهٔ جی‌وای‌پی انترتینمنت شکل گرفته است. این گروه شامل شش عضو است: لیلی، هه‌وون، سول‌یون، بِی، جی‌وو و کیوجین. این گروه در ۲۲ فوریه ۲۰۲۲ با انتشار نخستین آلبوم تک‌آهنگ خود به نام Ad Mare فعالیت خود را آغاز کرد. این گروه در ابتدا با هفت عضو شروع به کار کرد و جینی در ۹ دسامبر ۲۰۲۲ به دلایل شخصی گروه را ترک کرد.

## نام
نام «ان‌میکس؛ Nmixx» ترکیبی از حرف «N» که مخفف "now", "new", "next" و «n» ناشناس (unknown) و واژهٔ «mix» است که نماد ترکیب و تنوع است و در کار هم به معنای «the best combination for a new era» است.

## حرفه

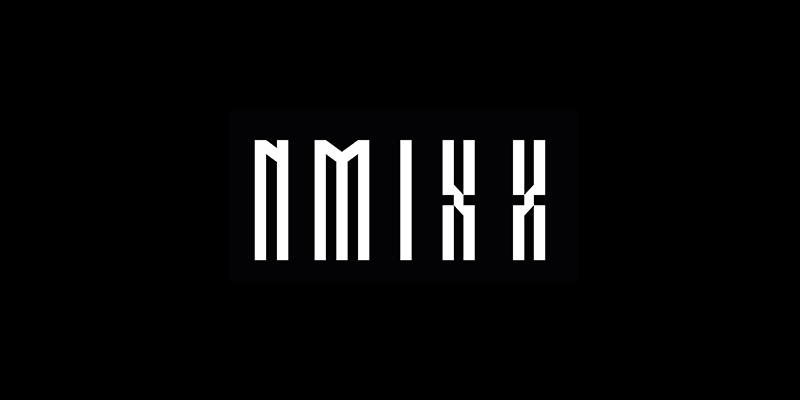
لوگوی ان‌میکس.

### ۲۰۲۱–اکنون: معرفی و آغاز فعالیت
در ۹ ژوئیه ۲۰۲۱، جی‌وای‌پی انترتینمنت اعلام کرد که گروه دخترانهٔ جدید در فوریه ۲۰۲۲ فعالیت خود را آغاز خواهد کرد و اولین گروه دخترانه پس از ایتزی در سال ۲۰۱۹ خواهد بود. اعضای گروه از طریق ویدیوهای رقص و کاورهای آهنگ، بین ۶ اوت تا ۱۹ نوامبر (با ترتیب: جینی، جی‌وو، کیوجین، سول‌یون، بِی، هه‌وون، و لیلی) معرفی شدند.
در ۲۶ ژانویه ۲۰۲۲، جی‌وای‌پی انترتینمنت اعلام کرد که نام گروه ان‌میکس خواهد بود و تا قبل از آن به صورت آزمایشی با نام جی‌وای‌پی‌ان نامیده می‌شد. در ۲ فوریه، گزارش شد که فعالیت آنها در ۲۲ فوریه با انتشار Ad Mare آغاز خواهد شد. در ۲۸ فوریه ۲۰۲۲، جی‌وای‌پی انترتینمنت اعلام کرد که دبیو شوکیس گروه برای ۲۲ فوریه برنامه‌ریزی شده بود اما به دلیل تست مثبت کووید ۱۹ یکی از اعضای گروه به نام بِی، تا ۱ مارس به تعویق افتاد.

## اعضا

### کنونی
- لیلی (کره‌ای: 릴리) – وکالیست[۸]
- هه‌وون (کره‌ای: 해원) – لیدر، وکالیست[۸][۹]
- سول‌یون (کره‌ای: 설윤) – وکالیست، دنسر[۸]
- بِی (کره‌ای: 배이) – وکالیست، دنسر[۸]
- جی‌وو (کره‌ای: 지우) – رپر، وکالیست، دنسر[۸]
- کیوجین (کره‌ای: 규진) – رپر، وکالیست، دنسر[۸]

### پیشین
- جینی (کره‌ای: 지니) – وکالیست، رقصنده، رپر[۸]

## ترانه‌شناسی

### نمایشنامه های توسعه یافته
| عنوان            | جزئیات                                                                                         | بالاترین موقعیت جدول | بالاترین موقعیت جدول | بالاترین موقعیت جدول | بالاترین موقعیت جدول     | فروش                                | گواهی‌نامه‌ها         |
| عنوان            | جزئیات                                                                                         | کره جنوبی            | ژاپن                 | ایالات متحده آمریکا  | ایالات متحده آمریکا جهان | فروش                                | گواهی‌نامه‌ها         |
| ---------------- | ---------------------------------------------------------------------------------------------- | -------------------- | -------------------- | -------------------- | ------------------------ | ----------------------------------- | ------------------- |
| Expérgo          | - انتشار: ۲۰ مارس ۲۰۲۳ - ناشر: جی‌وای‌پی - قالب: سی‌دی، دانلود دیجیتال، استریم                    | ۲                    | ۸                    | ۱۲۲                  | 5                        | - کره جنوبی: 953,078 - ژاپن: 10,691 | - KMCA: 3× Platinum |
| Fe3O4: Break     | - انتشار: ۱۵ ژانویه ۲۰۲۴ - ناشر: جی‌وای‌پی، ریپابلیک رکوردز - قالب: سی‌دی، دانلود دیجیتال، استریم | ۱                    | ۱۷                   | ۱۷۱                  | ۲                        | - کره جنوبی: 791,014 - ژاپن: 6,644  | - KMCA: 3× Platinum |
| Fe3O4: Stick Out | - انتشار: ۱۹ اوت ۲۰۲۴ - ناشر: جی‌وای‌پی، ریپابلیک رکوردز - قالب: سی‌دی، دانلود دیجیتال، استریم    | ۱                    | ۲۵                   | —                    | —                        | - کره جنوبی: 627,424 - ژاپن: 2,299  |                     |

### آلبوم‌های تک‌آهنگ
| عنوان                     | جزئیات                                                                                        | بالاترین موقعیت جدول | بالاترین موقعیت جدول | فروش                 | گواهی‌نامه‌ها         |
| عنوان                     | جزئیات                                                                                        | کره جنوبی            | ژاپن                 | فروش                 | گواهی‌نامه‌ها         |
| ------------------------- | --------------------------------------------------------------------------------------------- | -------------------- | -------------------- | -------------------- | ------------------- |
| Ad Mare                   | - انتشار: ۲۲ فوریه ۲۰۲۲ - ناشر: جی‌وای‌پی - قالب: سی‌دی، دانلود دیجیتال، استریم                  | ۱                    | —                    | - کره جنوبی: 498,432 | - KMCA: 2× Platinum |
| Entwurf                   | - انتشار: ۱۹ سپتامبر ۲۰۲۲ - ناشر: جی‌وای‌پی - قالب: سی‌دی، دانلود دیجیتال، استریم                | ۱                    | ۵۳                   | - کره جنوبی: 562,596 | - KMCA: 2× Platinum |
| A Midsummer Nmixx's Dream | - انتشار: ۱۱ ژوئیه ۲۰۲۳ - ناشر: جی‌وای‌پی، ریپابلیک رکوردز - قالب: سی‌دی، دانلود دیجیتال، استریم | ۳                    | —                    | - کره جنوبی: 858,394 | - KMCA: 3× Platinum |

### تک‌آهنگ‌ها
| عنوان                     | سال  | بالاترین موقعیت جدول | بالاترین موقعیت جدول | بالاترین موقعیت جدول | بالاترین موقعیت جدول | بالاترین موقعیت جدول | بالاترین موقعیت جدول | بالاترین موقعیت جدول | بالاترین موقعیت جدول | بالاترین موقعیت جدول | آلبوم                     |
| عنوان                     | سال  | کره جنوبی            | کره جنوبی            | ژاپن هات             | مالزی                | مالزی                | سنگاپور              | سنگاپور              | ویتنام هات           | دبلیودبلیو           | آلبوم                     |
| عنوان                     | سال  | گائون                | هات                  | ژاپن هات             | آرآی‌ام               | آهنگ‌ها               | ارآی‌ای‌اس             | سنگاپور              | ویتنام هات           | دبلیودبلیو           | آلبوم                     |
| ------------------------- | ---- | -------------------- | -------------------- | -------------------- | -------------------- | -------------------- | -------------------- | -------------------- | -------------------- | -------------------- | ------------------------- |
| «O.O»                     | ۲۰۲۲ | ۸۱                   | ۶۳                   | ۴۲                   | 8                    | ۱۷                   | ۱۶                   | ۱۸                   | ۳۸                   | ۱۳۸                  | Ad Mare                   |
| «Dice»                    | ۲۰۲۲ | ۴۹                   | ۱۶                   | ۵۶                   | —                    | —                    | ۲۰                   | ۲۳                   | ۷۴                   | ۱۵۵                  | Entwurf                   |
| «Funky Glitter Christmas» | ۲۰۲۲ | —                    | —                    | —                    | —                    | —                    | —                    | —                    | —                    | —                    | تک آهنگ بدون آلبوم        |
| «Young, Dumb, Stupid»     | ۲۰۲۳ | ۵۰                   | —                    | —                    | —                    | —                    | —                    | —                    | —                    | —                    | Expérgo                   |
| «Love Me Like This»       | ۲۰۲۳ | ۱۱                   | ۱۱                   | —                    | —                    | —                    | ۳۰                   | —                    | —                    | —                    | Expérgo                   |
| «Roller Coaster»          | ۲۰۲۳ | ۱۰۰                  | ۲۳                   | —                    | —                    | —                    | —                    | —                    | —                    | —                    | A Midsummer Nmixx's Dream |
| «Party O'Clock»           | ۲۰۲۳ | ۱۳۹                  | —                    | —                    | —                    | —                    | —                    | —                    | —                    | —                    | A Midsummer Nmixx's Dream |
| «Soñar (Breaker)»         | ۲۰۲۳ | ۱۱۱                  | —                    | —                    | —                    | —                    | —                    | —                    | —                    | —                    | Fe3O4: Break              |
| «Dash»                    | ۲۰۲۴ | ۷۵                   | —                    | —                    | —                    | —                    | —                    | —                    | —                    | —                    | Fe3O4: Break              |
| (별별별) «?See That»      | ۲۰۲۴ | ۴۳                   | —                    | —                    | —                    | —                    | —                    | —                    | —                    | —                    | Fe3O4: Stick Out          |

### تک‌آهنگ‌های تبلیغاتی
| عنوان                                                     | سال  | بالاترین موقعیت جدول | آلبوم              |
| عنوان                                                     | سال  | کره جنوبی گائون      | آلبوم              |
| --------------------------------------------------------- | ---- | -------------------- | ------------------ |
| «Kiss»                                                    | ۲۰۲۲ | ۵۵                   | تک آهنگ بدون آلبوم |
| «Like Magic» (همراه با جی. وای. پارک، استری کیدز و ایتزی) | ۲۰۲۴ | ۶۳                   | تک آهنگ بدون آلبوم |
| (蜚蜚) «Feifei»                                           | ۲۰۲۴ | —                    | تک آهنگ بدون آلبوم |

### حاشیه های صوتی
| عنوان                            | سال  | آلبوم                         |
| -------------------------------- | ---- | ----------------------------- |
| (!안녕 개비) «!Hey Gabby»        | ۲۰۲۲ | Gabby's Dollhouse OST x Nmixx |
| (스프링클 파티) «Sprinkle Party» | ۲۰۲۲ | Gabby's Dollhouse OST x Nmixx |

### سایر آهنگ‌های قرارگرفته در جدول‌ها
| عنوان                 | سال  | بالاترین موقعیت جدول | آلبوم        |
| عنوان                 | سال  | کره جنوبی گائون      | آلبوم        |
| --------------------- | ---- | -------------------- | ------------ |
| (占) «Tank»           | ۲۰۲۲ | ۱۲۱                  | Ad Mare      |
| «(Cool (Your Rainbow» | ۲۰۲۲ | ۳۹                   | Entwurf      |
| «Paxxword»            | ۲۰۲۳ | ۶۱                   | Expérgo      |
| «Just Did It»         | ۲۰۲۳ | ۶۵                   | Expérgo      |
| «My Gosh»             | ۲۰۲۳ | ۶۶                   | Expérgo      |
| «Home»                | ۲۰۲۳ | ۷۲                   | Expérgo      |
| «Run For Roses»       | ۲۰۲۴ | ۳۹                   | Fe3O4: Break |
| «Boom»                | ۲۰۲۴ | ۶۲                   | Fe3O4: Break |
| «Passionfruit»        | ۲۰۲۴ | ۵۹                   | Fe3O4: Break |
| «XOXO»                | ۲۰۲۴ | ۶۵                   | Fe3O4: Break |
| «Break The Wall»      | ۲۰۲۴ | ۵۸                   | Fe3O4: Break |

## ویدئوشناسی

### موزیک ویدئو ها
| عنوان                                                     | سال  | کارگردان                            | منابع         |
| --------------------------------------------------------- | ---- | ----------------------------------- | ------------- |
| «O.O»                                                     | ۲۰۲۲ | Digipedi                            | [ ۳۵ ]        |
| «Dice»                                                    | ۲۰۲۲ | Highqualityfish                     | [ ۳۶ ]        |
| «Funky Glitter Christmas»                                 | ۲۰۲۲ | Woonghui (wwhh)                     | [ ۳۷ ]        |
| «Young, Dumb, Stupid»                                     | ۲۰۲۳ | Hong Jae-hwan, Lee Hye-su (Swisher) | [ ۳۸ ]        |
| «Love Me Like This»                                       | ۲۰۲۳ | Beomjin pka Paranoid Paradigm       | [ ۳۹ ] [ ۴۰ ] |
| «Roller Coaste»                                           | ۲۰۲۳ | Soze (Studio Gaze)                  | [ ۴۱ ]        |
| «Party O'Clock»                                           | ۲۰۲۳ | Kwon Yong-soo (Studio Saccharin)    | [ ۴۲ ]        |
| «Soñar (Breaker)»                                         | ۲۰۲۳ | SUI (A Years Production)            | [ ۴۳ ]        |
| «Dash»                                                    | ۲۰۲۴ | Lee Jun-yeop (Keep Us Weird)        | [ ۴۴ ]        |
| «Like Magic» (همراه با جی. وای. پارک، استری کیدز و ایتزی) | ۲۰۲۴ | Jan'Qui (Keep Us Weird)             | [ ۴۵ ] [ ۴۶ ] |
| (蜚蜚) «Feifei»                                           | ۲۰۲۴ | ناشناس                              | [ ۴۷ ]        |
| (별별별) «?See That»                                      | ۲۰۲۴ | Soze (Studio Gaze)                  | [ ۴۸ ] [ ۴۹ ] |

## فیلم‌شناسی

### مجموعه اینترنتی
| سال        | عنوان      | یادداشت ها            | منابع         |
| ---------- | ---------- | --------------------- | ------------- |
| ۲۰۲۲–اکنون | Mixxtream  | پشت صحنه فعالیت اعضا  | [ ۵۰ ]        |
| ۲۰۲۲–اکنون | Pick Nmixx | نمایش های متنوع هفتگی | [ ۵۱ ] [ ۵۲ ] |

## کنسرت ها و تور ها
- Nice to Mixx You Showcase Tour (2023)
- Nmixx Change Up: Mixx University Fan Concert (2023–2024)
- Nmixx Change Up: Mixx Lab Fan Concert (2024)

## جوایز و نامزدی ها
| مراسم اهدای جوایز        | سال  | دسته بندی                       | نامزد   | نتیجه           | منابع  |
| ------------------------ | ---- | ------------------------------- | ------- | --------------- | ------ |
| جوایز آرتیست آسیا        | ۲۰۲۲ | بهترین جایزه احساسی – موسیقی    | ان‌میکس  | برنده           | [ ۵۳ ] |
| جوایز آرتیست آسیا        | ۲۰۲۲ | جایزه موج نو – موسیقی           | ان‌میکس  | برنده           | [ ۵۳ ] |
| جوایز آرتیست آسیا        | ۲۰۲۲ | جایزه محبوبیت DCM - خواننده زن  | ان‌میکس  | نامزد شده       | [ ۵۴ ] |
| جوایز آرتیست آسیا        | ۲۰۲۲ | جایزه محبوبیت Idolplus – موسیقی | ان‌میکس  | نامزد شده       | [ ۵۴ ] |
| جوایز آرتیست آسیا        | ۲۰۲۳ | جایزه محبوبیت - خواننده (زن)    | ان‌میکس  | نامزد شده       | [ ۵۵ ] |
| جوایز آرتیست آسیا        | ۲۰۲۳ | جایزه بهترین آیکون – موسیقی     | ان‌میکس  | برنده           | [ ۵۶ ] |
| جوایز آرتیست آسیا        | ۲۰۲۳ | جایزه بهترین انتخاب – موسیقی    | ان‌میکس  | برنده           | [ ۵۶ ] |
| جوایز موسیقی جدول گائون  | ۲۰۲۳ | آلبوم سال – سه ماهه اول         | Ad Mare | نامزد شده       | [ ۵۷ ] |
| جوایز موسیقی جدول گائون  | ۲۰۲۳ | هنرمند جدید سال – دیجیتال       | «O.O»   | نامزد شده       | [ ۵۸ ] |
| جوایز موسیقی جدول گائون  | ۲۰۲۳ | هنرمند جدید سال - فیزیکال       | Entwurf | نامزد شده       | [ ۵۸ ] |
| جوایز موسیقی جدول گائون  | ۲۰۲۳ | آهنگ سال - فوریه                | «O.O»   | نامزد شده       | [ ۵۹ ] |
| فکت میوزیک اواردز        | ۲۰۲۳ | هنرمند سال (بونسانگ)            | ان‌میکس  | برنده           | [ ۶۰ ] |
| جوایز موسیقی هانتو       | ۲۰۲۴ | هنرمند برجسته جهانی             | ان‌میکس  | برنده           | [ ۶۱ ] |
| جوایز جینی میوزیک        | ۲۰۲۲ | جایزه بهترین زن تازه کار        | ان‌میکس  | نامزد شده       | [ ۶۲ ] |
| جوایز گلدن دیسک          | ۲۰۲۳ | هنرمند تازه کار سال             | ان‌میکس  | نامزد شده       | [ ۶۳ ] |
| جوایز موسیقی آسیایی ام‌نت | ۲۰۲۲ | هنرمند جدید محبوب               | ان‌میکس  | برنده           | [ ۶۴ ] |
| جوایز موسیقی آسیایی ام‌نت | ۲۰۲۲ | هنرمند سال                      | ان‌میکس  | در فهرست طولانی | [ ۶۵ ] |
| جوایز موسیقی آسیایی ام‌نت | ۲۰۲۲ | بهترین هنرمند جدید زن           | ان‌میکس  | نامزد شده       | [ ۶۵ ] |
| جوایز موسیقی آسیایی ام‌نت | ۲۰۲۲ | ۱۰ برگزیده جهانی هواداران       | ان‌میکس  | نامزد شده       | [ ۶۵ ] |
| جوایز موسیقی ملون        | ۲۰۲۲ | هنرمند جدید سال                 | ان‌میکس  | نامزد شده       | [ ۶۶ ] |
| جوایز موسیقی ملون        | ۲۰۲۳ | جایزه ۱۰ هنرمند برتر            | ان‌میکس  | نامزد شده       | [ ۶۷ ] |